# Musikmeister
Musikmeister ist eine ältere Bezeichnung für einen Musiklehrer, für den Leiter einer musikalischen Aufführung, einer Kapelle, eines Chors, eines Orchesters oder für den Leiter der Militärmusik.
Die Ausbildung zum Musikmeister bei Reichswehr und Wehrmacht umfasste ein dreijähriges Studium an der Staatlichen akademischen Hochschule für Musik in Berlin mit einem musikalischen und einem militärischen Examen. Voraussetzung war eine sechsjährige Dienstzeitverlängerung über die zwölfjährige Dienstzeit hinaus.
Der im zweiten Jahrtausend vor unserer Zeitrechnung im alten China regierende Kaiser Chun soll erstmals einen Yueshi, einen Musikmeister, eingesetzt haben. Diese möglicherweise frühesten historischen Ansätze für die Institution beziehungsweise das Amt des Musikmeisters konnten archäologisch durch Funde zumindest spätestens aus der Zeit der Westlichen Zhou-Dynastie (11. Jahrhundert – 771 vor Christus) bestätigt werden, in dem die Musikmeister zum Kern der königlichen Beamtenschaft zählten und dort einen hohen Rang innehatten.
In den heutigen österreichischen Militärmusikkapellen wird der Stabführer als Musikmeister bezeichnet.

## Bekannte Musikmeister
- Johann Christian Heinemeyer (1796–1872), deutscher Flötist, Musikmeister beim hannoverschen Garde-Jäger-Bataillon und Königlicher Hof- und Kammermusiker[5]
- Adolf Scherzer (1815–1864), Musikmeister beim Königlich Bayerischen 7. Infanterie-Regiment „Prinz Leopold“
- Jacob Seiff (1784–1851), Musikmeister beim Königlich Bayerischen 1. Infanterie-Regiment „König“